# Rover P3
La P3 è un'autovettura prodotta dalla Rover dal 1948 al 1949 in 9.111 esemplari. Per la casa automobilistica britannica fu un modello di transizione.

## Caratteristiche tecniche
Per il mercato del secondo dopoguerra, la Rover ebbe pronto un motore, il cui sviluppo iniziò alla fine degli anni trenta, che era caratterizzato dall'avere le valvole d’aspirazione in testa e le valvole di scarico laterali. Questo propulsore era disponibile in due versioni, una denominata 60 e l'altra 75. La prima aveva una cilindrata di 1.595 cm³ ed era caratterizzata dall'avere una configurazione a quattro cilindri in linea. La seconda invece aveva una cilindrata di 2.103 cm³ e possedeva una configurazione a sei cilindri in linea. 
Rispetto ai modelli precedenti, il cambio, manuale a quattro rapporti, e la tradizionale ruota libera della Rover furono mantenuti.
Il motore ed il cambio del modello furono la base per gli omologhi componenti della Land Rover Series. Il propulsore era montato anteriormente, mentre la trazione era posteriore.

## Il corpo vettura
Sebbene il corpo vettura fosse simile, nello stile, a quello della 12 e della 16, molti pannelli dello stesso erano nuovi. I parafanghi ed il cofano della 12 vennero però mantenuti. Il modello era 12 mm più largo della Rover 16, ma un migliore uso dello spazio consentì di guadagnare all'interno 60 mm. Rispetto al modello citato aveva però un passo più corto. Furono anche nuove, per la prima volta su una Rover, le sospensioni anteriori indipendenti. I freni rimasero invece ibridi, cioè formati da un sistema misto meccanico/idraulico. Invece di avere un telaio completo, il modello ne aveva uno di tipo scatolato con l'estremità posteriore tagliata in corrispondenza dell'assale posteriore. Le molle posteriori, a balestra semiellittica, erano fissate al corpo vettura. Ciò permise di ottenere una maggior escursione delle sospensioni posteriori, e di migliorare le doti di guida.
Erano disponibili due tipi di carrozzeria, berlina a 6 finestrini (cioè limousine) e berlina a 4 finestrini (che era conosciuta come Sports Saloon).

## Il prezzo di vendita e gli esemplari prodotti
Il modello era relativamente costoso, dato che la versione con il motore tipo 60 era in vendita 1.080 sterline, mentre gli esemplari con propulsore 75 erano commercializzati a 1.106 sterline. A causa dei problemi conseguenti alla seconda guerra mondiale, da poco terminata, e la conseguente penuria di materiali, la direzione aziendale della Rover non pensò mai di fare della P3 un modello di grandi volumi di vendita. Negli anni in cui venne prodotto, furono fabbricati 1.274 esemplari che montavano il motore tipo 60 e 7.837 vetture che possedevano il propulsore 75. Il modello fu rimpiazzato nel 1949 dalla P4.